# 彼德拉內格拉峰 (梅里達州)
8°53′51″N 70°46′16″W / 8.8974°N 70.7711°W
彼德拉內格拉峰（西班牙語：Cerro Piedra Negra），是委內瑞拉的山峰，位於該國西部梅里達州，屬於梅里達內華達山脈中庫拉塔山脈的一部分，西面有卡尼亞達塞拉達峰，海拔高度3,863米。